# Dominic Ryōji Miyahara

Bischofswappen von Dominic Ryōji Miyahara

Dominic Ryōji Miyahara (jap. ドミニコ 宮原 良治, Dominiko Miyahara Ryōji; * 22. Mai 1955 in Wakamatsu (heute: Shin-Kamigotō), Präfektur Nagasaki, Japan) ist ein japanischer Geistlicher und emeritierter römisch-katholischer Bischof von Fukuoka.

## Leben
Dominic Ryōji Miyahara empfing am 19. März 1982 die Priesterweihe.
Papst Johannes Paul II. ernannte ihn am 10. Mai 2000 zum Bischof von Ōita. Die Bischofsweihe spendete ihm der emeritierte Bischof von Ōita, Peter Takaaki Hirayama, am 1. Oktober desselben Jahres; Mitkonsekratoren waren Francis Xavier Kaname Shimamoto IdP, Erzbischof von Nagasaki, und Paul Shinichi Itonaga, Bischof von Kagoshima.
Papst Benedikt XVI. ernannte ihn am 19. März 2008 zum Bischof von Fukuoka.
Papst Franziskus nahm am 27. April 2019 seinen vorzeitigen Rücktritt an.